# Batalha de Marignano
A Batalha de Marignano fez parte das Guerras Italianas (1494–1559) e teve lugar a 13 e 14 de setembro de 1515 a 16 quilômetros a sudeste de Milão, num lugar hoje chamado de Melegnano.
O rei Francisco I de França, desejoso de conquistar o Ducado de Milão, comprou a neutralidade de Henrique VIII da Inglaterra, assegurou-se também da neutralidade de Carlos I de Espanha, aliou-se com a República de Veneza e pagou os serviços de cerca de 20 000 mercenários alemães, a juntar aos seus cerca de 13 000 soldados.
A vitória francesa assegurou ao rei, jovem e recentemente coroado, um ganho de prestígio que se concretizou em 1516 na assinatura da "Paz perpétua" com os suíços e da Concordata de Bolonha com o Papa Leão X.